# Ruth Stjernstedt
Ruth Elisa Naëma Stjernstedt, född Dalström den 4 april 1879 i Vena församling, Kalmar län, död den 3 november 1954, var en svensk friherrinna och advokat.
Efter juris kandidatexamen 1920 var Stjernstedt verksam som advokat och blev ledamot av Sveriges advokatsamfund 1926. Hon var vice ordförande i Lidingö stads barnavårdsnämnd 1938–1941, ordförande i Kvinnoföreningens beredskapskommitté, ledamot av Fredrika-Bremer-förbundets arbetsutskott och ledamot av 1942 års centralkommitté för frivilligt försvarsarbete. 
Stjernstedt författade Makars rätt i äktenskap (1923) och Om adoption (1925).
Stjernstedt var dotter till Gustaf och Kata Dalström. År 1901 gifte hon sig med advokaten friherre Georg Stjernstedt. Makarna Stjernstedt är begravda på Norra begravningsplatsen utanför Stockholm.